# La Mauvaise Étoile
La Mauvaise Étoile est un recueil de nouvelles de Georges Simenon paru en 1938.

## Historique
Cette série de onze nouvelles est écrite à l’abbaye de la Cour-Dieu à Ingrannes (Loiret) avant d’être prépubliée du 12 au 25 juin 1935 dans le quotidien Paris-Soir, sous le titre Les vaincus de l’aventure, puis Les aventuriers du malheur.
Il s'agit d'un ensemble de « notes de voyages  » prises lors du tour du monde que vient d'effectuer Simenon. 
Le recueil n’intègre pas Le Capitaine Philps et les petits cochons… suivi de L'histoire de deux Canaques et d'une belle fille qui voulaient voir Tahiti la Grande ; ni L'Oranger des îles Marquises, deux nouvelles pourtant écrites durant la même période. Ces deux textes paraîtront respectivement dans les Nouvelles inattendues  et les Nouvelles introuvables.

## Liste des nouvelles du recueil
- Notes en marge d’un tour du monde, ou le doux raté de France (Introduction à la publication en volume)
  - « Nos doux ratés de France sont des enfants gâtés à côté des hommes qui, en somme, ont visé beaucoup plus haut, beaucoup plus loin. Et qui ont connu la chute verticale. »
- L’Homme en habit dans son square et le Bagnard aux nougats
  - Il était directeur de l’École d’Agriculture. Est-ce parce que sa compagne indienne lui a fait prendre du chamico, qu’il a dégringolé et se retrouve maintenant à vaguement garder les forçats qui vaguement ratissent le sable du square ? En tout cas, il porte toujours son frac.
- Celui qui se battait avec les rats ou la plus banale des histoires[1]
  - Une misérable mine d’or à cinq jours de canoé de la ville. Il est là depuis sept ans, réclame du sirop antiscorbutique et des seaux hygiéniques. Les rats courent dans sa cabane toute la nuit. Et quand il demande des comptes à ses commanditaires, ils lui envoient un sous-directeur. Son corps sera trop vite enterré pour que l’on sache si la balle est bien entrée par la nuque et sortie par l’œil droit.
- Popaul et son cuisinier ou La Tête qui a trop trempé
  - Popaul a une concession de bois d’okoumé et d’acajou. Quand il retourne à Bordeaux, il loue tous les taxis pour que les bourgeois se mouillent sous la pluie en sortant du Théâtre. Mais il est persuadé que son cuisinier noir l’empoisonne : c’est la seule explication à ses coliques. Parce qu’il nie, il l’attache par les pieds à un arbre, la tête dans une bassine d’eau. Il l’y laisse trop longtemps : cinq ans de prison.
- Touristes de bananes ou Les Adams de Chicago et les Èves de Manchester et d’Oslo dans les nouveaux paradis terrestres[2]
  - Un touriste de bananes, c’est quelqu’un qui a cru que dans les îles on peut encore vivre la vie du paradis terrestre, sans argent, sans vêtements, sans souci du lendemain. Mais l’on s’ennuie en tête à tête avec la nature. Comme s’ennuie le Vicomte dans une île perdue de l’Océanie. Avec ses femmes, il occupe l’église que le missionnaire ne visite qu’une fois par mois. Il ne peut pas dormir vingt-quatre heures par jour. Alors il regarde la mer, toujours la mer, et il attend.
- Les Joies de la pampa ou L’Homme qui est prisonnier entre deux gares
  - Le faux Germain a été démasqué. On lui propose d’embarquer sur le premier bateau en partance, mais il refuse. Peut-être n’a-t-il plus assez d’argent. Alors il fuit en train, le long de la ligne qui traverse le pays en cinq jours. Comme il se sait attendu à l'autre bout, il descend en route. D’abord il prend une chambre dans une auberge, puis vit chez des métis et laisse sa valise en paiement, puis se traîne sans souliers, passe un mois dans une cabane en tôle ondulée. Il ne sait pas que s’il est pris, il n’ira pas en prison, mais sera simplement expulsé.
- L’Aventure du gentleman anglais et de la femme qui montrait son derrière du haut d’un cocotier
  - Bill et Bob exploitent depuis cinq ans une plantation avec cinquante chinois.  Bill a une maîtresse canaque, qui le vole et qu’il bat. Un jour de dispute plus violente qu’à l’ordinaire, il la renvoie. Pour se venger, elle monte en haut d’un cocotier devant Bob, geste coutumier qui montre qu’elle le désire. Qui va l’étrangler ? Bill ? Ou Bob ?
- Mon ami l’Auvergnat et le Lituanien solitaire qui n’avait jamais assez mangé
  - Dans l’île Christmas vivent un auvergnat et sa femme, dans une maison pleine de fleurs et de vases en verre taillé. Ils exploitent une cocoteraie. Un jour arrive un voilier rudimentaire en piteux état. Il est barré par un Lituanien mutique qui veut aller à San Francisco et ne fait que manger pendant les quelques jours de son escale. Puis il repart, atteint San Francisco en dix-sept jours comme prévu, et finit en prison parce qu’il n’a pas de papiers.
- Le Polytechnicien et le Boy à sonnette
  - Le jeune ingénieur Joly doit diriger les travaux d’une ligne de chemin de fer qui traverse la brousse. Mais il n’y a rien à faire : pas de matériel, pas d'outils, les ouvriers noirs ont déserté, et son adjoint ne fait que jouer au bilboquet. Les mois passent. Un jour, Joly enferme tout le monde dans la locomotive et se dirige vers la côte. C’est le coup de bambou. On le rapatrie en camisole de force.
- L’Aventurier syndiqué[3]
  - Un homme qui part à l’aventure s’arrête ou aboutit toujours là où il ne voulait pas aller. Ce français voulait être cow-boy dans une grande ferme de Nouvelle-Zélande. Maintenant, avec son petit tracteur, il conduit des wagons sous la pluie[4], et comme il doit obligatoirement être syndiqué, il lui faut manger dans une cantine, ne boire que de cinq à six, là où il n’y a pas de tramway le dimanche.
- Celui qui a refusé de devenir juge
  - Cholet a fui la France où il venait d’être condamné à deux ans de prison. À Tahiti sous un faux nom, comme il porte beau, il s’introduit dans le cercle des notabilités, se voit proposer de remplacer le greffier du tribunal, puis refuse quand même d’être nommé juge. Finalement reconnu, il échoue à Colombo où il sert d’intermédiaire douteux aux touristes en quête de sensations fortes et de plaisirs défendus, en s’aidant de poudre blanche.
- Les Chiens des Marquises et le Percepteur de la forêt vierge
  - Le gendarme des Marquises a reçu une circulaire instaurant une taxe sur les chiens. Ceux de ces îles sont-ils des chiens de garde ? Non, il n’y a rien à garder. Des chiens de chasse ? Non plus, car il n’y a pas de gibier. Ce sont donc des chiens de luxe, à 40 francs par an. Alors les indigènes ont mangé leurs chiens.

## Argument
« Le tragique que j’ai rencontré à chaque escale est un tragique quotidien, lourd comme le ciel, épais comme la forêt, un tragique de cauchemar, une oppression, le vide de l’âme et de l’esprit devant un paysage toujours le même qui vous restera éternellement étranger. » (Les joies de la pampa…)

## Éditions
- Édition originale : Gallimard, 1938
- Folio Policier n° 213, 2001  (ISBN 978-2-07-041954-8)
- Tout Simenon, tome 20, Omnibus, 2003  (ISBN 978-2-258-06105-7)
- Romans durs, tome 3, Omnibus, 2012  (ISBN 978-2-258-09357-7)
- Nouvelles secrètes et policières, tome 1, 1929-1938, Omnibus, 2014  (ISBN 978-2-258-10750-2)